# Caraciolo Paiz
Caraciolo Paiz war ein uruguayischer Politiker.
Paiz saß in der 10. Legislaturperiode als stellvertretender Abgeordneter für das Departamento Minas vom 6. Mai 1868 bis zum 17. Mai 1869 in der Cámara de Representantes.

## Zeitraum seiner Parlamentszugehörigkeit
- 6. Mai 1868 – 17. Mai 1869 (Cámara de Representantes, 10.LP)